# فهرست لبنانی‌ها در زندان‌های سوریه
این فهرست شامل شهروندان لبنانی است که تصور می‌شود به صورت غیرقانونی در زندان‌های کشور سوریه حبس شده‌اند.

## فهرست لبنانی‌های بازداشت شده در زندان‌های سوریه
| اسم                   | تاریخ بازداشت  |
| --------------------- | -------------- |
| عطا محمود العبدالله   | ۱۹۸۴           |
| علی عبدالله           | ؟              |
| عبدالمجید عبدالکریم   | ؟              |
| جوزف سرکیس عبدالنجم   | ۱۹۹۳           |
| احمد ابی راعد         | سپتامبر ۱۹۸۸   |
| کشیش سلیمان عبدالخلیل | ۱۳ اکتبر ۱۹۹۰  |
| بلال ابو ناضر         | ۲۲ فوریه ۱۹۸۷  |
| ایلی ابو ناضر         | ۲۱ نوامبر ۱۹۸۴ |
| ایلی فرید ابو ناضر    | ۱۹۸۷           |
| امین ابو رجیلی        | ۱۹۸۳           |
| فؤاد ابو رجیلی        | ۱۹۸۳           |
| علی العد              | دسامبر ۱۹۸۶    |
| خضر خضر اغا           | ۱۰ June ۱۹۸۶   |
| احمد علی احمد         | ابریل ۱۹۸۷     |
| عبدالحمید احمد        | ؟              |
| عبدالرحمن احمد        | ؟              |
| عادل خلف اجوری        | ۵ می ۱۹۹۰      |
| جوزیف دیب العقیقی     | ۱۳ اکتبر ۱۹۹۰  |
| علی محمد عقل          | ۲۴ دسامبر ۱۹۸۸ |
| میلاد یوسف العلام     | ۱۳ اکتبر ۱۹۹۰  |
| حسین امین             | اکتبر ۱۹۸۸     |
| محمود الانظری         | ۲۹ دسامبر ۱۹۸۶ |
| ستافرو ایلی انردیوتی  | ۷ ژوئیه ۱۹۷۸   |
| الیاس متانوس          | ۲ می ۱۹۸۹      |
| الیاس متانوس          | ؟              |
| امیل جوزیف عون        | ؟              |
| جورج جوزیف الاسمر     | ۹ فوریه ۱۹۸۵   |
| محمود اسود            | ۱۹۸۸           |
| جورج زحلین            | ۲۲ نوامبر ۱۹۸۸ |
| ویکتور خاچان          | ۲۹ نوامبر ۱۹۸۸ |
| حسن عواد              | ۱ مارس ۱۹۸۳    |
| هاشم العزاوی          | سپتامبر ۱۹۸۸   |
| حسن البعلبکی          | اکتبر ۱۹۸۸     |
| حسام الباشا           | اکتبر ۱۹۸۷     |
| دارا محمود البطن      | ۱۹۸۴           |
| جمال باکیش            | ۱۹۸۸           |
| جان بلوط              | ؟              |
| امیر سلمان بارودی     | ۱۱ ژوئن ۱۹۸۶   |
| ابراهیم الباشا        | ؟              |
| جرج متانوس باشور      | ۱۳ اکتبر ۱۹۹۰  |
| میشل جرج البطاح       | ۱۳ اکتبر ۱۹۹۰  |
| سعید شهید البطور      | ۱۳ اکتبر ۱۹۹۰  |
| عبدالکریم بلظ         | ۲۲ فوریه ۱۹۸۷  |
| جون الیاس بو نعوم     | ؟              |
| روبرت بو صرحل         | ۱۳ اکتبر ۱۹۹۰  |
| عباس البریدی          | ۳۰ نوامبر ۱۹۸۸ |
| بشیر البریدی          | نوامبر ۱۹۸۸    |
| عزالدین شاهین         | آوریل ۱۹۸۸     |
| کریم مارون شحلة       | ۲۸ اکتبر ۱۹۸۳  |
| احمد شهادة            | آوریل ۱۹۸۸     |
| اسعد اسعد             | می ۱۹۸۸        |
| قضی کریم              | ۲۸ آوریل ۱۹۸۵  |
| درویش درویش           | آوریل ۱۹۸۸     |
| جمیل دیب              | ۷ ژوئیه ۱۹۹۳   |
| امین حبریال الدیک     | ۱۸ فوریه ۱۹۸۴  |
| علی زین الدین         | ۲۹ ژانویه ۱۹۸۹ |
| محمد سعید سیف الدین   | ۱۹۸۹           |
| شارلز حنا درغام       | ؟              |
| قیصر الیاس قیصر عید   | ۲۲ دسامبر ۱۹۸۴ |
| حسن محمد عید          | ؟              |